# Mukozna cista
Mukozna cista ili oralna mukokela je višeugaono zadebljanje najčešće lokalizovano na donjoj usni, koje može nastati i na sluzokoži obraza i u sublingvalnom (podjezičnom) području, odnosno na mestima gđe se u sluzokoži nalaze male pljuvačnica žlezde. 
Uzrok nastanka mukokele je trauma male pljuvačne žlezde, najčešće ugriz usne tokom jela, kadadolazi do izlivanja mukozne pljuvačkeu okolna meka tkiva. Kroz ukokela prosijava tečnost koja može biti prozirna ili plavičaste boje.

## Oblici
Postoje dva tipa mukokele:
- Retencioni tip mukokela — koji predstavlja proširenje izvodnog kanala male pljuvačne žlezde, a patohistološki se vidi epitelna ovojnica.
- Ekstravazacijski tip mukokele — koji ima ovojnicu građenu od granulacionog tkiva.

Ređe se mukokela može pojaviti na mekom nepcu i u mekom tkivu retromolarnog područja i tada se opisuju kao površinska mukokela.

## Klinička slika
Veličina mukozne ciste varira od 1 mm do nekoliko santimetara. Blago je prozirna sa plavim nijansama. Pri palpaciji mukokele mogu izgledati fluktuirajuće, ali mogu biti i čvrste.
Trajo od nekoliko dana do godinu dana, a mogu se javiti u obliku ponavljajućih oteka sa povremenim pucanjem i izlivanjem sadržaja.

## Dijagnoza
Dijagnostika ove promene isključivo se zasniva na kliničkim znacima bolesti i nema potrebe za dodatnim dijagnostičkim metodama.
Palpacijom se pipa fluktuirajuća promena smeštena ispod mukoze koja može trajati nekoliko dana do nekoliko nedelja, sve dok cista spontano ne rupturira.
Patohistološki nalaz potvrđuje cistu.

## Terapija
Neke mukokele se spontano gube nakon kraćeg vremena. Druge su hronične i zahtevaju hirurško uklanjanje. Mogu se javiti recidiv, pa se susedna pljuvačne žlezda uklanjaju kao preventivna mera.
Svaku cistu treba, kao god je to moguće, u celosti odstraniti, jer ona svojim daljim rastom dovodi do resorpcije koštanog tkiva, predstavlja latentno žarište infekcije, a postoji mogućnost maligne alteracije.
U lečenju cista suštinski ne postoji razlika u odnosu na njihovo poreklo. Dostupno je nekoliko vrsta postupaka za hirurško uklanjanje mukokela. Oni uključuju laserske i minimalno invazivne tehnike koje omogućavaju da se vreme oporavka drastično smanji. Manje ciste mogu se ukloniti laserskim tretmanom, a veće ciste se moraju operativno ukloniti u operacionoj sali.
Mikro-marsupializacija je alternativni postupak za hirurško uklanjanje mukokele. Za ovaj postupak koriste se svilene šavove u kupoli ciste da bi se omogućilo stvaranje novih puteva epitelizacije i drenaže. Postpak je jednostavniji, manje traumatičan i dobro ga podnose pacijenti, posebno deca.
Konzervativno lečenje može biti efikasno kod za malih ili novootkrivenih mukocela i zasniva se na temeljnom ispiranju usta slanom vodom (jedna kašika soli po šolji vode) četiri do šest puta dnevno tokom nekoliko dana. Ovo može izvući tečnost zarobljenu ispod kože, a da pritom ne ošteti okolno tkivo.

## Spoljašnje veze
|  | Molimo Vas, obratite pažnju na važno upozorenje u vezi sa temama iz oblasti medicine (zdravlja). |